# Al-Adil I
Al-Adil I, död 1218, var en egyptisk regent. Han var sultan av Egypten mellan 1200 och 1218.